# 潘家华 (1957年)
潘家华（1957年—），男，湖北枝江人，中华人民共和国政治人物，中国社会科学院学部委员。曾任中国社会科学院城市发展与环境研究所代理党委书记、所长、研究员。

## 生平
1981年毕业于华中农学院园林系，获学士学位。1985年毕业于北京林学院生态专业，获硕士学位。1992年获剑桥大学博士学位。

## 社会兼职
国家气候变化专家委员会委员，国家外交政策咨询委员会委员，中国能源学会副会长，中国生态经济学会副会长。